# Dacryopinax petaliformis
Dacryopinax petaliformis är en svampart som först beskrevs av Berk. & M.A. Curtis, och fick sitt nu gällande namn av Robert Francis Ross McNabb 1965. Dacryopinax petaliformis ingår i släktet Dacryopinax och familjen Dacrymycetaceae.   Inga underarter finns listade i Catalogue of Life.